# 弗里茨·飞利浦
弗雷德里克·雅克·飞利浦（荷蘭語：Frederik Jacques Philips；1905年4月16日—2005年12月5日），通稱弗里茨·飞利浦，荷兰企業家，飛利浦集團第四任总裁。

## 早年生活及教育
弗里茨1905年出生于荷蘭南部城市埃因霍温，父親是安东·飞利浦。他的伯父赫拉德·飞利浦和祖父弗雷德里克·飞利浦在1891年創建了飛利浦公司。他的父親則在1895年加入公司，為公司成長發揮重要作用並于1922年—1939年擔任总裁。其曾祖母索菲·普莱斯堡是共产主义哲学家卡尔·马克思的母亲亨丽埃特·普莱斯堡的妹妹。
弗里茨于1923年开始在代尔夫特高等技术学院（代尔夫特理工大学前身）学习，于1929年获机械工程学位。

## 職業生涯
1935年，弗里茨被任命為飛利浦副總裁及董事會成員。
1940年，他的父親安东·飞利浦在得知納粹德國將會佔領荷蘭，帶領部份企業資本逃到美國。弗里茨則留在了荷蘭，并成功使公司在戰爭中生存下來。在納粹佔領過程中，弗里茨成功使德國人相信在生產中的382名猶太人是必需的，從而挽救了他們的性命。1943年4月30日到9月20日間，由於工人罷工，弗里茨被關押在菲赫特集中營（Vught）。1996年，他被以色列猶太大屠殺紀念館評為國際義人。
1961年到1971，弗里茨擔任飛利浦總裁。
2005年12月5日，100歲的弗里茨由於跌倒引起併發症而逝世。

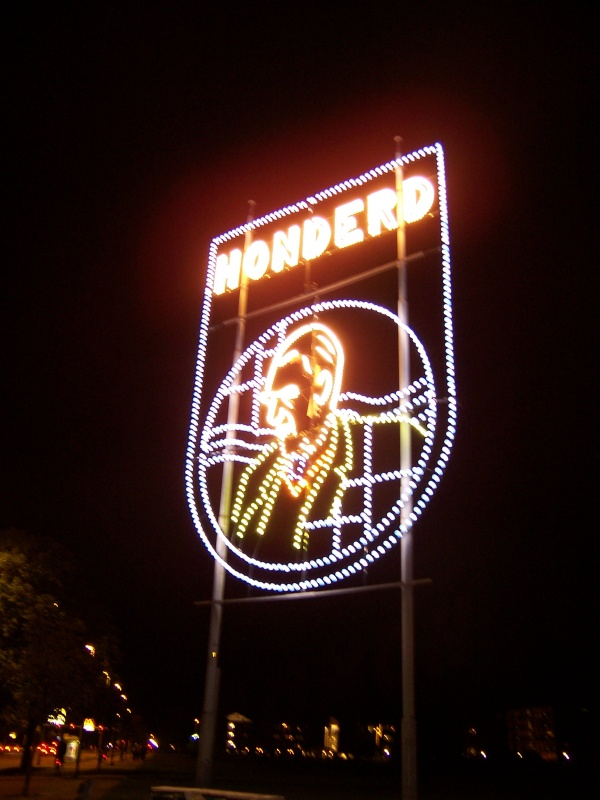
2005年埃因霍溫光亮道節中弗里茨·飞利浦的照片，以慶祝他百歲生日。

## “弗里茨先生”
弗里茨·飞利浦在埃因霍溫非常受歡迎。埃因霍溫市民通常稱他為“弗里茨先生（Meneer Frits）”。弗里茨用行為體現了對工廠工人與對董事會成員同等的尊重，人們經常看見他和工人聊天，這成為他受歡迎的原因之一。
他的家鄉埃因霍溫在他的百歲生日舉行了盛大的慶祝，整個城市在慶祝中改名為“弗里茨·飞利浦城”（Frits Philips Stad）。同年埃因霍溫的光亮道節將他的照片放在經過的街道（見右圖）。
在他100歲的時候，弗里茨經常觀看PSV埃因霍温的主場比賽。他觀看球賽的時候不在球場的貴賓席，而是選擇坐在人群中——D区22排43座。PSV後來宣佈這個座位將永久保持空位狀態，以紀念這個忠實的支持者。他去世的當晚，觀看PSV對陣費內巴切的觀眾在比賽前默哀一分鐘以表達對“弗里茨先生”的懷念。